# Sabària
|  | Aquest article tracta sobre la regió del Duero. Si cerqueu la ciutat de Pannònia, vegeu «Sabaria». |

Sabària (en llatí Sabaria) va ser un territori semiautònom probablement situat a la regió del Duero cap a la banda nord, amb capital a Sabor. Es trobava entre el regne dels sueus i el regne visigot i va existir del segle iv al segle vi. S'estenia de Benavente a Salamanca i de Sayago a Simancas.
Es va mantenir independent de fet des de l'any 476 fins que va ser ocupat pel rei visigot Leovigild l'any 573. Encunyava moneda pròpia, encara que hi ha una certa confusió amb la moneda visigòtica de Senimure-Semure, l'actual ciutat de Zamora.